# Pencil
Pencil — это программа для создания 2D анимации, которая запускается на Linux и BSD, Mac, Windows.
Pencil использует единый растрово-векторный интерфейс для создания простой 2D графики и анимации.
Pencil написан на C++ и основан на Qt. Приложение лицензировано под GNU. Оно было начато как простой проект «pencil test» Патриком Коррьери (Patrick Correri), и расширено до текущего состояния приложения Pencil главным образом Паскалем Нейдоном (Pascal Naidon).
Исходный проект в настоящее время полностью заброшен, развивается его форк Pencil2D за авторством Matt Chang.